# Championnat d'Australie de football 2009-2010
Navigation
Saison précédente Saison suivante
La saison 2009-2010 du Championnat d'Australie de football est la 34e édition du championnat de première division en Australie et la 5e édition sous l'appellation A-League.  
La A-League regroupe neuf clubs du pays (plus une formation néo-zélandaise, les Wellington Phoenix) au sein d'une poule unique, où ils s'affrontent trois fois au cours de la saison. À la fin de la compétition, les six premiers du classement disputent la phase finale pour le titre. Le championnat fonctionne avec un système de franchises, comme en Nouvelle-Zélande ou en Major League Soccer ; il n'y a donc ni promotion, ni relégation en fin de saison.
Après avoir terminé la saison régulière en tête du classement, c'est le club de Sydney FC qui remporte la compétition après avoir battu lors de la finale nationale le tenant du titre, Melbourne Victory. C'est le 2e titre de champion d'Australie de l'histoire du club, après celui obtenu en 2006. Le club se qualifie pour la prochaine Ligue des champions de l'AFC 2011, tout comme Melbourne Victory, finaliste malheureux et deuxième du classement à l'issue de la saison régulière.
Deux formations intègrent la A-League à partir de cette saison : Gold Coast United et North Queensland Fury.

## Les 10 clubs participants
| Club                          | Ville      | État                   | Entraîneur                                | Stade                   | Capacité |
| ----------------------------- | ---------- | ---------------------- | ----------------------------------------- | ----------------------- | -------- |
| Adélaïde United Football Club | Adélaïde   | Australie-Méridionale  | Aurelio Vidmar                            | Hindmarsh Stadium       | 17 000   |
| Brisbane Roar FC              | Brisbane   | Queensland             | Frank Farina (14/10/09) Ange Postecoglou  | Suncorp Stadium         | 52 500   |
| Central Coast Mariners FC     | Gosford    | Nouvelle-Galles du Sud | Lawrie McKinna                            | Central Coast Stadium   | 20 119   |
| Gold Coast United             | Gold Coast | Queensland             | Miron Bleiberg                            | Skilled Park            | 27 400   |
| Melbourne Victory             | Melbourne  | Victoria               | Ernie Merrick                             | Etihad Stadium          | 53 359   |
| Newcastle United Jets FC      | Newcastle  | Nouvelle-Galles du Sud | Gary van Egmond (27/06/09) Branko Čulina  | EnergyAustralia Stadium | 26 164   |
| North Queensland Fury         | Townsville | Queensland             | Ian Ferguson                              | Dairy Farmers Stadium   | 26 500   |
| Perth Glory                   | Perth      | Australie-Occidentale  | David Mitchell                            | Perth Oval              | 20 500   |
| Sydney FC                     | Sydney     | Nouvelle-Galles du Sud | John Kosmina (31/01/09) Vítězslav Lavička | Sydney Football Stadium | 45 500   |
| Wellington Phoenix            | Wellington | Nouvelle-Zélande       | Ricki Herbert                             | Westpac Stadium         | 36 000   |

## Compétition

### Première phase
Le barème utilisé pour établir le classement est le suivant :
- Victoire : 3 points
- Match nul : 1 point
- Défaite : 0 point

| Rang | Équipe                    | Pts | J  | G  | N  | P  | Bp | Bc | Diff |
| ---- | ------------------------- | --- | -- | -- | -- | -- | -- | -- | ---- |
| 1    | Sydney FC                 | 48  | 27 | 15 | 3  | 9  | 35 | 23 | +12  |
| 2    | Melbourne Victory T       | 47  | 27 | 14 | 5  | 8  | 47 | 32 | +15  |
| 3    | Gold Coast United         | 44  | 27 | 13 | 5  | 9  | 39 | 35 | +4   |
| 4    | Wellington Phoenix        | 40  | 27 | 10 | 10 | 7  | 37 | 29 | +8   |
| 5    | Perth Glory               | 39  | 27 | 11 | 6  | 10 | 40 | 34 | +6   |
| 6    | Newcastle United Jets FC  | 34  | 27 | 10 | 4  | 13 | 33 | 45 | -12  |
| 7    | North Queensland Fury     | 32  | 27 | 8  | 8  | 11 | 29 | 46 | -17  |
| 8    | Central Coast Mariners FC | 30  | 27 | 7  | 9  | 11 | 32 | 29 | +3   |
| 9    | Brisbane Roar FC          | 30  | 27 | 8  | 6  | 13 | 32 | 42 | -10  |
| 10   | Adélaïde United           | 29  | 27 | 7  | 8  | 12 | 24 | 33 | -9   |

|  | Qualification pour la Ligue des champions 2011 et la phase finale |
|  | Qualification pour la phase finale                                |
|  | T : Tenant du titre                                               |

### Phase finale

#### Premier tour
- Les équipes classées entre la 3e et la 6e place débutent les play-off au premier tour.

| Équipe 1           | Résultat      | Équipe 2       |
| ------------------ | ------------- | -------------- |
| Gold Coast United  | 0 - 0 5-6 tab | Newcastle Jets |
| Wellington Phoenix | 1 - 1 4-2 tab | Perth Glory    |

#### Deuxième tour
- Les vainqueurs du premier tour s'affrontent. Dans l'autre rencontre (disputée en matchs aller-retour) qui oppose les deux premiers du classement, le vainqueur accède directement à la finale tandis que le vaincu dispute la demi-finale.

| Équipe 1           | Résultat | Équipe 2            | Aller | Retour   |
| ------------------ | -------- | ------------------- | ----- | -------- |
| Sydney FC          | 3 - 4    | Melbourne Victory T | 1 - 2 | 2 - 2 ap |
| Wellington Phoenix | 3 - 1    | Newcastle Jets      |       |          |

#### Demi-finales
| Équipe 1  | Résultat | Équipe 2           |
| --------- | -------- | ------------------ |
| Sydney FC | 4 - 2    | Wellington Phoenix |

#### Finale
| Équipe 1            | Résultat      | Équipe 2  |
| ------------------- | ------------- | --------- |
| Melbourne Victory T | 1 - 1 2-4 tab | Sydney FC |

## Bilan de la saison
| Championnat d'Australie de football 2009-2010                        |                      |
| Champion                                                             | Sydney FC (2e titre) |
| Qualifications continentales                                         |                      |
| Ligue des champions de l'AFC 2011                                    | Sydney FC            |
| Ligue des champions de l'AFC 2011                                    | Melbourne Victory    |
| Promotions et relégations                                            |                      |
| Promus en Championnat d'Australie de football                        | Aucun                |
| Relégués en Championnat d'Australie de football de deuxième division | Aucun                |

## Statistiques

### Meilleurs buteurs
| Rang | Buteurs          | Clubs                 | Nb de Buts |
| ---- | ---------------- | --------------------- | ---------- |
| 1    | Shane Smeltz     | Gold Coast United     | 19         |
| 2    | Sergio van Dijk  | Brisbane Roar FC      | 13         |
| 3    | Carlos Hernández | Melbourne Victory     | 12         |
| 3    | Paul Ifill       | Wellington Phoenix    | 12         |
| 4    | Archie Thompson  | Melbourne Victory     | 10         |
| 5    | Robbie Fowler    | North Queensland Fury | 9          |
| 5    | John Aloisi      | Sydney FC             | 9          |

### Meilleurs joueur, espoir, gardien et entraîneur
| Meilleur joueur  | Meilleur joueur   | Meilleur espoir | Meilleur espoir  | Meilleur gardien | Meilleur gardien              | Meilleur entraîneur | Meilleur entraîneur |
| ---------------- | ----------------- | --------------- | ---------------- | ---------------- | ----------------------------- | ------------------- | ------------------- |
| Carlos Hernández | Melbourne Victory | Tommy Oar       | Brisbane Roar FC | Eugene Galeković | Adélaïde United Football Club | Ernie Merrick       | Melbourne Victory   |